# Luciana Kaplan
Luciana Kaplan (Argentina, 1971) es una directora, productora y guionista argentina, reconocida por su trabajo como documentalista.

## Trayectoria
Es docente y promotora de cine documental, es en este género cinematográfico en el que ha ganado premios y nominaciones internacionales por su trabajo; coordinó el Curso de Cine Documental del Centro de Capacitación Cinematográfica (CCC) y trabajó varios años como directora de las Becas Ambulante para posproducción, fue jurado y asesora de proyectos cinematográficos en México, así como en Centroamérica y Latinoamérica.
Estudió dirección en México, en el CCC, trabajó como asistente de dirección, supervisora de guiones para películas y comerciales publicitarios. Ha sido nominada y obtenido numerosos premios por los documentales Presunto culpable (2010), La revolución de los alcatraces (2013), Rush Hour (2017), La vocera (2021) y Tratado de invisibilidad (2024).

## Fimografía
En su documental La revolución de los alcatraces, se centra en Eufrosina Cruz Mendoza, originaria de una comunidad indígena en la Sierra Sur de Oaxaca y su esfuerzo para postularse como candidata a presidena municipal de su comunidad, lo que se le niega por ser mujer; sin embargo, obtiene un puesto en la Cámara de Diputados de su estado.
Su documental Tratado de invisibilidad, ganó el premio de Amnistía Internacional en el Festival de Cine y Derechos Humanos de San Sebastián, en él trata sobre la precariedad, subcontratación y violencia en el ramo de la limpieza para las trabajadoras que aseanlos espacios públicos de la Ciudad de México, además aborda que no hay diferencia a pesar de que en abril de 2021 entró en vigor en México la nueva reforma de la Ley Federal del Trabajo sobre subcontratación que afecta a estas mujeres.

### Cine
| Año  | Película                         | Créditos  | Créditos   | Créditos  | Notas            | Referencia |
| Año  | Película                         | Directora | Productora | Guionista | Notas            | Referencia |
| ---- | -------------------------------- | --------- | ---------- | --------- | ---------------- | ---------- |
| 2024 | Tratato de invisibilidad         | Sí        | Sí         | No        | Documental       | [ 10 ]     |
| 2020 | La vocera                        | Sí        | No         | No        | Documental       | [ 10 ]     |
| 2018 | Rush hour                        | Sí        | No         | No        | Documental       | [ 10 ]     |
| 2013 | La revolución de los alcatraces  | Sí        | No         | No        | Documental       | [ 10 ]     |
| 2008 | 1982: la decisión del presidente | Sí        | No         | No        | Documental       | [ 10 ]     |
| 2008 | Presunto culpable                | No        | Sí         | No        | Documental       | [ 10 ]     |
| 2007 | Déficit                          | No        | Sí         | No        |                  | [ 10 ]     |
| 2007 | Trabajo sucio                    | Sí        | Sí         | No        | Cortometraje     | [ 10 ]     |
| 2005 | Pizzas                           | No        | No         | Sí        | Cortometraje     | [ 10 ]     |
| 2004 | Milagros concedidos              | Sí        | Sí         | No        | Cortometraje     | [ 10 ]     |
| 2004 | Cronista de milagros             | Sí        | No         | No        | Cortometraje     | [ 10 ]     |
| 2004 | Es hora de recuperar             | No        | No         | Sí        | Cortometraje     | [ 10 ]     |
| 2002 | Fidel                            | No        | No         | Sí        | Película para TV | [ 10 ]     |
| 2000 | Amores perros                    | No        | No         | Sí        |                  | [ 10 ]     |
| 1998 | Cuentos chinos                   | Sí        | No         | No        | Cortometraje     | [ 10 ]     |
| 1998 | La otra conquista                | No        | No         | Sí        |                  | [ 10 ]     |
| 1997 | Men with guns                    | No        | No         | Sí        |                  | [ 10 ]     |
| 1991 | Café oriente                     | Sí        | No         | No        | Cortometraje     | [ 10 ]     |

### Televisión
| Año  | Título                                     | Créditos  | Créditos   | Créditos  | Notas      | Ref.   |
| Año  | Título                                     | Directora | Productora | Guionista | Notas      | Ref.   |
| ---- | ------------------------------------------ | --------- | ---------- | --------- | ---------- | ------ |
| 2018 | El eterno festín                           | Sí        | No         | No        | 1 episodio | [ 10 ] |
| 2014 | Maestros olvidados, oficios que sobreviven | Sí        | No         | No        | 1 episodio | [ 10 ] |
| 2010 | P.O.V.                                     | No        | Sí         | No        | 1 episodio | [ 10 ] |

## Premios y nominaciones
| Año  | Premio                                                 | Categoría                                                          | Título                          | Resultado          | Nota | Ref.   |
| ---- | ------------------------------------------------------ | ------------------------------------------------------------------ | ------------------------------- | ------------------ | --- | ------ |
| 2024 | Festival Internacional de Cine de Guadalajara          | Premio de la Federación Internacional de la Prensa Cinematográfica | Tratado de invisibilidad        | Ganadora           | | [ 7 ]  |
| 2024 | Festival Internacional de Cine de Guadalajara          | Premio del jurado joven                                            | Tratado de invisibilidad        | Ganadora           | | [ 7 ]  |
| 2024 | Festival Internacional de Cine de Guadalajara          | Premio mezcal                                                      | Tratado de invisibilidad        | Mención honorífica | | [ 7 ]  |
| 2024 | Festival de Cine y Derechos Humanos de San Sebastián   | Premio Amnistía Internacional                                      | Tratado de invisibilidad        | Ganadora           | | [ 8 ]  |
| 2021 | Ariel                                                  | Mejor edición                                                      | La vocera                       | Ganadora           | Compartido con Valentina Leduc Navarro | [ 10 ] |
| 2021 | Ariel                                                  | Mejor largometraje documental                                      | La vocera                       | Nominada           | | [ 10 ] |
| 2021 | Black Canvas Contemporary Film Festival                | Youth canvas, mención especial                                     | La vocera                       | Ganadora           | | [ 10 ] |
| 2019 | Ariel                                                  | Mejor largometraje documental                                      | Rush Hour                       | Nominada           | | [ 10 ] |
| 2018 | Festival Internacional de Cine de Seattle              | Competencia iberoamericana                                         | Rush Hour                       | Nominada           | | [ 10 ] |
| 2018 | Festival Internacional de Cine de Seattle              | Competencia iberoamericana, premio especial del jurado             | Rush Hour                       | Ganadora           | | [ 10 ] |
| 2018 | Festival de cine de SXSW                               | SXSW Chicken & Egg Award                                           | Rush Hour                       | Ganadora           | Compartido con José Cohen, Carlos Hagerman, Martha Sosa. | [ 10 ] |
| 2018 | Festival internacional de cine independiente de Dublín | Mejor documental                                                   | Rush Hour                       | Nominada           | |        |
| 2013 | Festival Internacional de Cine de Vancouver            | Competencia documental Al Jazzera, mejor documental                | La revolución de los alcatraces | Ganadora           | | [ 11 ] |
| 2013 | Festival Internacional de Cine de Monterrey            | Mejor película mexicana documental                                 | La revolución de los alcatraces | Ganadora           | | [ 10 ] |
| 2013 | Ariel                                                  | Mejor largometraje documental                                      | La revolución de los alcatraces | Nominada           | | [ 10 ] |
| 2011 | News & Documentary Emmy Awards                         | Periodismo de investighación en formato largo                      | Presunto culpable               | Ganadora           | Compartido con Roberto Hernández, Geoffrey Smith, Layda Negrete, Martha Sosa Elizondo, Ernesto Canales Santos, Ana Laura Magaloni, Layda Sansores San Román | [ 10 ] |
| 2011 | News & Documentary Emmy Awards                         | Mejor documental                                                   | Presunto culpable               | Nominada           | Compartido con Roberto Hernández, Geoffrey Smith, Layda Negrete, Martha Sosa Elizondo, Ernesto Canales Santos, Ana Laura Magaloni, Layda Sansores San Román | [ 10 ] |
| 2010 | International Documentary Association                  | Humanitas Award                                                    | Presunto culpable               | Ganadora           | Compartido con Roberto Hernández, Geoffrey Smith, Layda Negrete, Martha Sosa Elizondo, Ernesto Canales Santos, Ana Laura Magaloni, Layda Sansores San Román | [ 10 ] |
| 2005 | Ariel                                                  | Mejor ópera prima documental                                       | Milagros concedidos             | Nominada           | Compartido con Andrea Álvarez Sánchez | [ 10 ] |